# Aít Xaíd
Aít Xaíd (pronunciado [a'it ʃa'id], en árabe: آيت سعيد‎, en francés: Aït Saïd) es una localidad marroquí perteneciente al municipio de Beni Abd-al-Lah, en la región de Tánger-Tetuán-Alhucemas. Desde 1912 hasta 1956 perteneció a la zona norte del Protectorado español de Marruecos.